# Libertarias

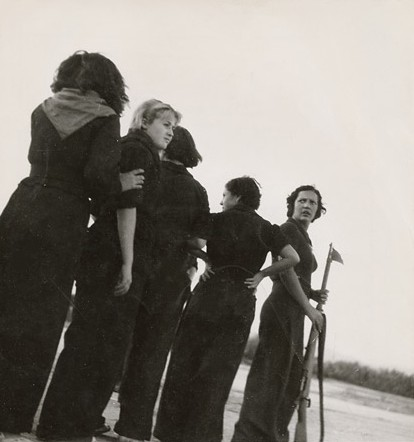
Historischer Gegenstand des Films: die anarchosyndikalistische spanische Frauenorganisation Mujeres libres. Foto: Gerda Taro (1936)

Libertarias (englischer Verleihtitel: Freedom Fighters) ist ein spanischer Film aus dem Jahr 1996. Regie führte Vicente Aranda; Hauptdarstellerinnen sind Ana Belén, Victoria Abril und Ariadna Gil. Angelegt als episches Historiendrama mit fast dreieinhalb Stunden Spielzeit, thematisiert der Film die Rolle der Anarchisten im Spanischen Bürgerkrieg – insbesondere der Mujeres Libres, der Frauenorganisation der CNT.

## Handlung
Die Filmhandlung beginnt im Juli 1936 mit der Niederschlagung des franquistischen Militärputsches in Barcelona. Die parallel vonstattengehende Etablierung einer provisorischen, antifaschistischen Volksregierung wird mit stark gefühlsbeladenen Bildern in Szene gesetzt. In kurzer Schnittabfolge kontrastiert der Vorspann historische Basisinfos in Textform, dokumentarisches Material und gestellte Film-Massenszenen. In der Eingangsszene, welche zur eigentlichen Handlung überleitet, stürzen Aktivisten der CNT–FAI ein Steinkreuz von einem Kirchturm – ein filmisches Symbol für die Absicht der anarchistischen Milizionäre, die alte Zeit zu beenden und eine neue zu gestalten. Im Mittelpunkt der Filmhandlung stehen vier unterschiedliche Frauen – die junge Nonne Maria (Ariadna Gil), die beiden Prostituierten Floren (Victoria Abril) und Charo (Loles León) sowie die militante Feministin Pilar (Ana Belén). Anlässlich einer Durchsuchung in einem Bordell hält Pilar vor den Frauen eine Agitationsrede, bei der sie an die Moral der Frauen appelliert und versucht, sie für den antifaschistischen Verteidigungskampf zu mobilisieren.
Im weiteren Verlauf der Handlung schließen sich Floren und Charo Pilars Brigade der Mujeres Libres an, der Frauenorganisation der anarchosyndikalistischen Gewerkschaft CNT; ebenso die Nonne Maria, die als gläubige Katholikin zunächst nur Zuflucht gesucht und dabei in Florens Bordell Unterschlupf gefunden hat. Die vier Frauen werden Milizsoldatinnen. In der Folge nehmen sie auch an bewaffneten Kämpfen gegen die franquistischen Aufständischen teil. Die unterschiedlichen Charaktere der drei Frauen machen einen Spannungsbogen des Films aus. Ein weiterer ist die Selbstbehauptung der vier Frauen gegen althergebrachte Vorstellungen im eigenen Lager – auch innerhalb der Mujeres Libres. Während einige Pilar und ihre Freundinnen dazu zu überreden versuchen, in der Küche zu arbeiten und den Kampf den Männern zu überlassen, werden sie von anderen – einer Komiteedeputierten, deren Rolle an das zeitweilige Mitglied der CNT in der republikanischen Zentralregierung, Federica Montseny, erinnert – explizit dazu ermutigt, sich auch als Milizionärinnen am gemeinsamen Kampf zu beteiligen.
Die epische Art der Darstellung, bei der die unterschiedlichen Konfliktebenen durch beispielhaft dargestellte Personenrollen nachvollziehbar gemacht werden, setzt sich im weiteren Verlauf der Handlung fort. Miguel Bosé spielt beispielsweise die Rolle eines abtrünnigen Priesters, der sich für die Republik engagiert, gleichzeitig jedoch mit seinen Gewissenskonflikten fertigwerden muss. Auch der Krieg selbst – konkret: die Einsätze von Pilars Einheit an der Aragon-Front in der Nähe von Saragossa – verlangt den Beteiligten das Äußerste ab. Der Film beschönigt oder romantisiert den Krieg gegen die Putschisten nicht. Vielmehr stellt er die Bürgerkriegsjahre zwischen 1936 und 1939 als eine dramatische Epoche dar, die neben politischer Hoffnung Leid und Elend zur Folge hatte und vielen Betroffenen existenzielle Entscheidungen abverlangte. Die realistische Beschreibungsweise wurde unter anderem durch die Besetzung historisch verbürgter Figuren gewährleistet. So spielt der argentinische Schauspieler Héctor Colomé in einer Nebenrolle den charismatischen FAI-Milizkommandanten Buenaventura Durruti.

## Kritik
In Spanien bekam der Film wohlwollende bis gute Kritiken. Das Magazin Arte y cultura lobte vor allem den Realismus des Films: „Aranda schafft seine eigene Art von Realismus, nicht nur aufgrund der Detailhaltigkeit, mit der der Krieg dargestellt wird – die Saragossa-Szenen sind wunderbar eindringliche Schlachtnachstellungen. Sie zeigen jedoch auch, wie der Krieg die politischen Ideale besiegt.“ Das trotzkistisch orientierte New Internationalist Magazine schrieb: „Vicente Aranda Libertarias öffnet sich in der Euphorie der spanischen Revolution.“ Der Film erzähle eine fesselnde Geschichte mit ergreifenden Charakteren, so dass man das schreckliche Ende des Krieges fast vergesse. Allerdings enthalte der Plot einige Detaillücken sowie Irritationen hinterlassende Zwischenepisoden. Auch die Gegenüberstellung greueltatenverübende marokkanische Söldner hier und antifaschistische Freiwillige dort wertete die Zeitschrift als zu simplifizierend und potenziell geeignet, rassistischen Ressentiments Vorschub zu leisten.
Eine stark idealisierende Darstellung der Anarchisten im Spanischen Bürgerkrieg konstatierte die Historikerin Caroline Rothauge. Anders als Ken Loachs Film Land and Freedom, auf den sich Libertarias sowohl als Referenz als auch in abgrenzender Hinsicht beziehe, benenne Arandas Film nicht die Widersprüchlichkeiten, mit denen die Aktivistinnen der Mujeres Libres real konfrontiert gewesen seien. Stattdessen setze Libertarias auf Idealisierung und steigere diese zusätzlich durch den Einsatz sakral überhöhender Elemente wie zum Beispiel der musikalischen Unterlegung.

## Besonderheiten
- Regisseur Vicente Aranda, Jahrgang 1926, ist aufgrund seiner Biografie ein ausgewiesener Gegner der franquistischen Militärdiktatur. 1952 emigrierte er nach Venezuela. 1964 kehrte er nach Spanien zurück und gründete dort eine eigene Produktionsfirma.[1]
- Musik: Für den Filmvorspann verwendete Filmmusik-Komponist José Nieto das Stück A las barricadas – die auf dem polnischen Arbeiterlied Warschawjanka basierende Hymne der CNT. Ana Belén, Hauptdarstellerin und neben ihrer Schauspielerei auch Musikerin, spielte mit dem spanischen Sänger und Songwriter Víctor Manuel eine gitarrenbasierte, weniger chorale Version ein.
- Mit fast dreieinhalb Stunden Länge und umgesetzt mit einem überdurchschnittlich hohen Budget, ist Libertarias eines der spektakulärsten spanischen Filmprojekte. Unter dem Titel Freedom Fighters erschien auch eine englischsprachige Version. Eine deutschsprachige Version ist bislang nicht erhältlich.